# K.u.k. Dragonerregiment „Friedrich August König von Sachsen“ Nr. 3

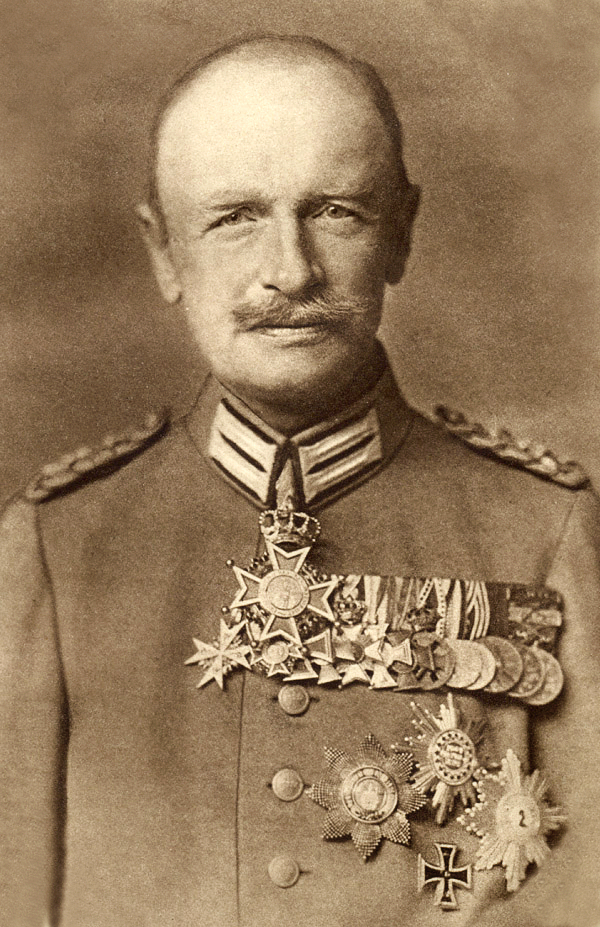
Der letzte Regimentsinhaber, Friedrich August III. von Sachsen

Das Dragonerregiment „Friedrich August König von Sachsen“ Nr. 3 war ein Truppenteil der Kavallerie der Österreichisch-Ungarischen Landstreitkräfte. Aufgrund der sächsischen Regimentsinhaber wurde die Einheit auch als „Sachsen-Dragoner“ bezeichnet.

## Geschichte
Der Verband war 1768 als das "Erste Carabinier-Regiment Sachsen-Teschen" für die kaiserlich-habsburgische Armee errichtet worden. Aus diesem entwickelte sich im Laufe der Zeit bis hin zur Gemeinsamen Armee innerhalb der Österreichisch-Ungarischen Landstreitkräfte das  Dragonerregiment „Friedrich August König von Sachsen“ Nr. 3.

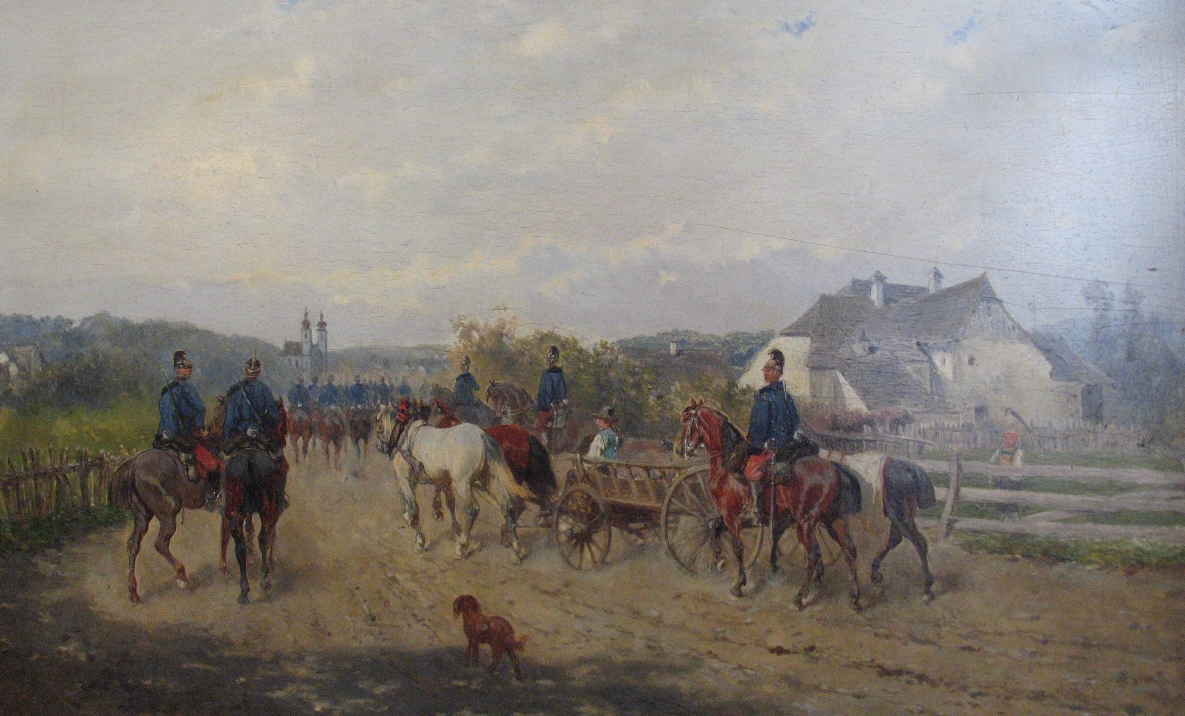
Dragoner des Regiments Nr. 3 auf dem Marsch. Gemälde von Alexander Ritter von Bensa, um 1870, Heeresgeschichtliches Museum.

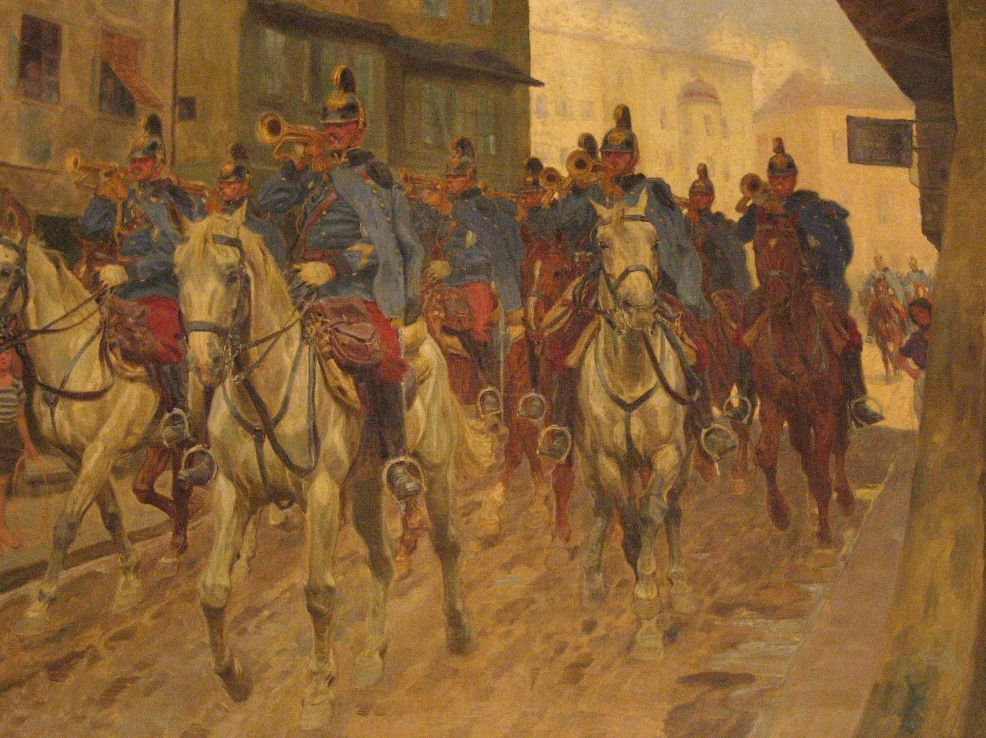
„Verklungene Fanfaren“ – Dragoner des Regiments Nr. 3 beim Abmarsch aus ihrer langjährigen Garnison Enns im Mai 1908. Gemälde von Ludwig Koch, Heeresgeschichtliches Museum

Der Verband wurde am 1. November 1768 aus den Karabiniers-Kompanien der Kürassier-Regimenter
Toscana, Serbelloni, Herzog Albert, Erzherzog Max (Nr. 8), O’Donell (Nr. 5), Kleinholdt, Podstatzky, Voghera, D’Ayasasa (Nr. 6), Stampa, Anspach und Berlichingen (Nr. 9) sowie dem Stab des aufgelösten Kürassier-Regiments Alt-Modena in Ungarisch Altenburg  aufgestellt.
1769 wurde dem Regiment in der neu errichteten Kavallerie-Rangliste die Bezeichnung Cavallerie-Regiment Nr. 5 zugeteilt. Der Name lautete jedoch bis 1798 weiterhin nach dem Regimentsinhaber (der nicht auch der Kommandant sein musste). Eine verbindliche Regelung der Schreibweise existierte nicht (z. B. Regiment Graf Serbelloni – oder Regiment Serbelloni). Mit jedem Inhaberwechsel änderte das betroffene Regiment dann auch seinen Namen.
Nach der Änderung des Systems 1798 galt vorrangig die nummerierte Bezeichnung, die unter Umständen mit dem Namen des Inhabers verbunden werden konnte. Hierbei erfolgte zunächst die Umbenennung in Kürassier-Regiment Nr. 3. Gleichzeitig wurde die Chevauxlegers-Division an das neu aufgestellte Kürassier-Regiment Nr. 12  abgegeben. 1802 wurde die Majors-Division des aufgelösten Kürassier-Regiments Anspach übernommen.
1867 wurde der Verband in das Dragonerregiment Nr. 3 umgewandelt. Im Jahre 1915 wurden alle Ehrennamen ersatzlos gestrichen. Der Verband hieß von da an wieder nur noch k.u.k. Dragonerregiment Nr. 3. Dies ließ sich in der Praxis jedoch nicht durchsetzen, einerseits weil sich niemand daran hielt, andererseits weil die sehr sparsame k.u.k. Militärverwaltung angeordnet hatte, zunächst alle noch vorhandenen Formulare und Stempel aufzubrauchen.
Das Regiment galt als Eliteregiment und wurde auch „Sachsen Dragoner“ genannt.

### Andere Dragonerregimenter Nr. 3
- Von 1798 bis 1801 führte das spätere Dragonerregiment Nr. 5 die Bezeichnung Dragonerregiment Nr. 3
- Von 1802 bis 1867 führte das spätere Dragonerregiment Nr. 11 die Bezeichnung  Dragonerregiment Nr. 3

### Ergänzungsbezirke
Als Karabinierregiment wurde der Personalersatz durch Übernahme älterer Mannschaften der Regimenter Toscana, Erzherzog Max, Kleinholdt, Serbelloni, O’Donell, Podstatzky, Voghera, D’Ayasasa, Berlichingen, Stampa und den Anspach-Kürassieren vorgenommen. Ab 1781 erhielt es seine Ergänzungen aus den gesamten deutschsprachigen Wehrbezirken mit Ausnahme von Krain, Görz und Gradisca. Danach folgten:
- 1798–1830 Mähren und Schlesien
- 1830 Niederösterreich

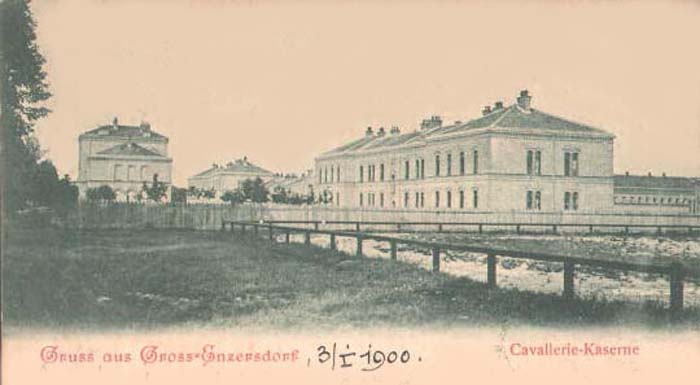
Kaserne des Regiments in Groß-Enzersdorf

- 1853–57 aus dem Bezirk des Infanterieregiments Nr. 49 (St. Pölten)
- 1857–83 aus den Ergänzungsbezirken der Infanterieregimenter Nr. 4 und Nr. 49 (Korneuburg und St. Pölten)
- 1883–89 aus dem Bezirk des k.u.k. Infanterieregiment Nr. 84 (Wiener Neustadt).
- Seit 1889 dem Bereich des II. Korps (Militär-Territorial-Bezirk Wien) zugewiesen.

## Friedensgarnisonen
| I. | II. | III. |
| --- | --- | --- |
| - 1768–78 Ungarisch Altenburg - 1779 Pardubitz - 1782 Ungarisch Hradisch - 1781 Pardubitz - 1790 Sternberg, dann Pardubitz - 1791–93 Ödenburg - 1798–99 Ungarisch Brod - 1801–06 Ödenburg - 1807 Pardubitz - 1808–09 Ödenburg | - 1810 Ödenburg, dann Wien - 1811–1816 Ödenburg - 1837 Maria-Theresiopel - 1846 Kecskemét - 1849 Maria-Teresiopel - 1850 Kolín - 1851 Wien - 1852 Miskolc - 1855 Moór - 1859 Wien | - 1859–60 Güns - 1862 Wien - 1865–66 Stuhlweißenburg - 1866 Moór - 1871 Wien - 1873 Enns - 1883 Wels - 1888 Stockerau - 1896 Krakau - 1903–1909 I. Division Groß-Enzersdorf. – II. Div. Bielitz – Stab Krakau - 1910 Stab/II.DivKdo/5.Esk./6.Esk.: Wien (Roßauer Kaserne) – 2.Esk/4.Esk. Wien, Meidlinger Kavalleriekaserne – I. DivKdo/1.Esk./3.Esk.: Groß-Enzersdorf |

## Regimentsinhaber
- 1768 Feldmarschall Albert Herzog zu Sachsen-Teschen (Karabinier-Regiment Sachsen-Teschen)
- 1822 Friedrich August Albert, königlicher Prinz und Mitregent von Sachsen
- 1835 derselbe, als Friedrich August II., König von Sachsen
- 1856 Johann, König von Sachsen
- 1873 Albert, König von Sachsen (k.u.k. Dragonerregiment „Albert König von Sachsen“ Nr. 3)
- 1904 Friedrich August III., König von Sachsen[2]

### Regiments-Kommandanten
| I. | II. | III. |
| --- | --- | --- |
| - 1768 Oberst Wolfgang Caspar Freiherr von Zezschwitz - 1775 Oberst Franz Wenzel Graf Desfours - 1784 Oberst Franz Friedrich Graf Hoditz - 1790 Oberst Johann Freiherr von Hildebrandt - 1791 Oberst Friedrich Freiherr von Seckendorf - 1794 Oberst Mathias Karst - 1795 Oberst Hieronymus Freiherr von Vimereatti - 1798 Oberst Christian Freiherr Wolfskeel von Reichenberg - 1800 Oberst Joseph Graf Radetzky von Radetz - 1805 Oberst Carl von Kroyher - 1809 Oberst Ferdinand Kuttalek von Ehrengreif - 1813 Oberst Heinrich Freiherr von Bayerwerk | - 1823 Oberst Moritz Graf Clary - 1829 Oberst Anton Franz - 1834 Oberst Joseph Niesner von Gräevenberg - 1841 Oberst Joseph Baltheser von Löwenfeld - 1848 Oberst Moriz Freiherr von Lederer - 1849 Oberst Johann Gaupp, Ritter von Berghausen - 1854 Oberst Rudolph Freiherr von Geuder - 1859 Oberst Franz Freiherr von Sedlnitzky - 1861 Oberst Ludwig Prinz zu Hohenlohe-Langenburg - 1863 Oberst Adolph Schwarz - 1868 Oberst Alexander Graf Kálnoky de Köröspatak - 1870 Oberst Anton Haizinger - 1876 Oberst Heinrich Ritter von Ambróz | - 1877: Oberst Edmund Edler von Krieghammer - 1879: Oberstlieutenant/Oberst Hilbert Freiherr von Löhneisen - 1884: Oberst Isidor Freiherr von Ripp - 1887: Oberstlieutenant/Oberst Rudolph Reinhold - 1891: Oberst Joseph Freund von Arlhausen - 1897: Oberstlieutenant/Oberst Emil Freiherr von Magdeburg - 1903: Oberst Franz Burkhardt Freiherr von der Klee - 1908: Oberst Karl Hüller Edler von Hüllenried - 1910: Oberst Emanuel Wojtechovsky - 1913: Oberst Karl Freiherr von Spiegelfeld - Letzter Kommandant bis 1. Mai 1919 Oberst Richard Pichler Ritter von Tennenberg |

## Gefechtskalender
Bayerischer Erbfolgekrieg
- 1778–79: Das Regiment operierte mit der Hauptarmee in Böhmen. Keine Gefechtstätigkeit

Koalitionskriege
- 1793: Kämpfe in den Österreichischen Niederlanden, Gefechte bei Aldenhoven, in der Schlacht bei Neerwinden, vor Maubeuge und in der Schlacht bei Wattignies
- 1794: Kämpfe vor Landrecies. Teilnahme der Schlacht bei Fleurus. Die Chevauxlegérs Division im Gefecht bei Jülich
- 1795: Kämpfe bei Mainz (Mainzer Linien). Gefechte an der Pfrimm und bei Lampertheim. Die Oberstlieutenant-Division zeichnete sich bei Bacharach aus
- 1796: Kämpfte die Chevauxlegérs-Division bei Malsch und Bopfingen und im Scharmützel bei Kitzingen. Die Majors-Division focht bei Camberg. Das geschlossene Regiment zeichnete sich in der Schlacht um Würzburg aus.
- 1797: Geringe Kampftätigkeit, nur die Chevauxlegérs-Division hatte einige kleinere Gefechte
- 1799: Als Kürassier-Regiment dem Reserve-Korps in Deutschland zugeteilt.  Zunächst ohne Einsatz. Die Oberstlieutenant-Division kämpfte später im Gefecht bei Stetten. Bei Wiesloch erfolgreiche Attacken durch zwei Divisionen des Regiments
- 1800: Im Reservekorps. Bei Dellmensingen durchschwamm die Oberst-Division die Donau und konnte feindliche Kavallerie in die Flucht schlagen Im Gefecht bei Gutenzell zeichnete sich die Majors-Division aus. Das Regiment focht mit besonderer Auszeichnung unter Oberst Graf Radetzky bei Hohenlinden und kam noch bei Laufen zum Einsatz
- 1805: In Deutschland dem Korps Werneck zugeteilt. Kämpfe bei Wertingen, Jungingen und Langenau. Der Katastrophe, die das Korps Werneck bei Trochtelfingen traf, entging das Regiment, indem es sich den aus Ulm ausgebrochenen Abteilungen anschloss und nach Böhmen durchschlug. Später Teilnahme am Gefecht bei Stecken
- 1809: Bei der Hauptarmee in Deutschland. Rittmeister Andreas von Phannhauser rettete in der Schlacht bei Eggmühl durch einen glänzenden Angriff mehrere bereits vom Feinde eroberten Geschütze. Bei Regensburg deckten zwei Eskadronen den Rückzug der Infanterie

Befreiungskriege
- 1813: Nur die Oberst- und Majors-Division standen  bei der Hauptarmee in Sachsen im Einsatz, später im Nachhutgefecht bei Fulda. Teilnahme an der Völkerschlacht bei Leipzig
- 1814: Beide Divisionen standen ohne Gefechtstätigkeit bei der Süd-Armee

Herrschaft der Hundert Tage
- 1815: Bei der Armee in Frankreich. Keine Gefechtstätigkeit

Revolution von 1848/1849 im Kaisertum Österreich
- 1848: Die Oberst Division war dem Korps Jellacic zugeteilt und nahm am Gefecht bei Schwechat teil, danach an der Einnahme von Wien. Später nach Ungarn beordert Gefecht bei Kázmér (Parendorf)
- 1849: Gefecht bei Tetényi und Teilnahme an den Schlachten bei Kápolna, Szolnok, Tapio-Bicske und Isaszeg. Im Sommerfeldzug bei der Süd-Armee vereinigten sich die zwei Divisionen mit den beiden anderen, die bisher im Korps Nagent bei der Einnahme von Essegg mitgewirkt hatten. Das ganze Regiment kämpfte bei Káty (Káacs), die Oberst-Division bei Ó-Becse. In der Schlacht bei Hegyes deckte die Majors-Division als Nachhut den Rückzug. Das ganze Regiment stand im Gefecht bei Vilova.

Deutscher Krieg
- 1866: Ohne Gefechtstätigkeit in der 2. Reserve-Kavallerie-Division der Nordarmee. Auf dem Rückzug von Königgrätz einzelne Detachements auf Vorpostendienst in Scharmützeln bei Tischnowitz – Cepin

Erster Weltkrieg
Das Regiment wurde an der Nordostfront eingesetzt und gab 1915 seine Pferde an die Artillerie ab. Bis zum Kriegsende kämpfte die Einheit nur noch im infanteristischen Einsatz.

## Verbleib
Bei Kriegsende marschierte das Regiment geordnet nach Wien und wurde dort demobilisiert.

## Verbandszugehörigkeit und Status im Juli 1914
II. Korps – 3. Kavallerietruppendivision – 17. Kavalleriebrigade
Nationalitäten: 97 % Deutsche – 3 % Sonstige
Regimentssprache: Deutsch

## Adjustierung
- Adjustierung als Erstes Carabinier-Regiment

1768: weißer Rock, pompadourrote Egalisierung, weiße Hosen, gelbe Knöpfe
- Kürassier-Regiment Nr. 3

1798: weißer Rock, pompadourrote Egalisierung, weiße Hosen, gelbe Knöpfe
1850: weißer Waffenrock, dunkelrote Egalisierung, lichtblaue Patalons, gelbe Knöpfe
- Dragoner-Regiment Nr. 3

1863: lichtblauer Waffenrock, dunkelrote Egalisierung, krapprote Stiefelhose, gelbe Knöpfe

## Gliederung
Ein Regiment bestand in der Österreichisch-Ungarischen Kavallerie in der Regel ursprünglich aus drei bis vier (in der Ausnahme auch mehr) Divisionen. (Mit Division wurde hier ein Verband in Bataillonsstärke bezeichnet. Die richtige Division wurde Infanterie- oder Kavallerie-Truppendivision genannt.) Jede Division hatte drei Eskadronen, deren jede wiederum aus zwei Kompanien bestand. Die Anzahl der Reiter in den einzelnen Teileinheiten schwankte, lag jedoch normalerweise bei etwa 80 Reitern je Kompanie, bzw. 160 Reiter je Eskadron.
(Bei der, durch Kaiser Joseph II. begonnenen Heeresreform war die Kompaniegliederung innerhalb der Kavallerie bereits aufgegeben worden).
Die einzelnen Divisionen wurden nach ihren formalen Führern benannt:
- die 1. Division war die Oberst-Division
- die 2. Division war die Oberstlieutenant (Oberstleutnant)-Division
- die 3. Division war die Majors-Division
- die 4. Division war die 2. Majors-Division
- die 5. Division (soweit vorhanden) war die 3. Majors-Division

Im Zuge der Heeresreform wurden die Kavallerie-Regimenter ab 1860 auf zwei Divisionen reduziert.
Bedingt durch die ständige Umbenennung sind die Regimentsgeschichten der österreichisch-ungarischen Kavallerie nur sehr schwer zu verfolgen. Hinzu kommt die ständige und dem Anschein nach willkürliche, zum Teil mehrfache Umklassifizierung der Verbände. (Zum Beispiel: K.u.k. Böhmisches Dragoner-Regiment „Fürst zu Windisch-Graetz“ Nr. 14)
- siehe: k.u.k. Dragoner

## Tradition
In der Armee der Ersten Republik wurde die Tradition von der Wiener Dragonerschwadron Nr. 2 weitergeführt.
Im Jahre 1967 wurde die Traditionspflege des Dragonerregiments Nr. 3, auch als „Sachsen-Dragoner“ bezeichnet, mittels Erlass dem Panzerbataillon 33 in der Burstyn-Kaserne in Zwölfaxing übertragen, dass seitdem das kgl. sächsische Wappen im Bataillonsfeldzeichen führt.